# Diporiphora australis
Diporiphora australis là một loài thằn lằn trong họ Agamidae. Loài này được Steindachner mô tả khoa học đầu tiên năm 1867.